# Кева-Пуебло (Нью-Мексико)
Кева-Пуебло (англ. Kewa Pueblo) — переписна місцевість (CDP), індіанське пуебло народності керіс в США, в окрузі Сандовал штату Нью-Мексико. Населення — 2311 особа (2020).

## Географія
Кева-Пуебло розташована за координатами 35°31′3″ пн. ш. 106°22′1″ зх. д. / 35.51750° пн. ш. 106.36694° зх. д. (35.517516, -106.366981).  За даними Бюро перепису населення США в 2010 році переписна місцевість мала площу 5,33 км², уся площа — суходіл.

## Демографія
Згідно з переписом 2010 року, у переписній місцевості мешкало 2456 осіб у 466 домогосподарствах у складі 411 родини. Густота населення становила 461 особа/км².  Було 501 помешкання (94/км²).
Расовий склад населення:
| - 98,7 % — корінних американців - 0,3 % — білих |

До двох чи більше рас належало 0,9 %. Частка іспаномовних становила 1,1 % від усіх жителів.
За віковим діапазоном населення розподілялося таким чином: 32,2 % — особи молодші 18 років, 59,0 % — особи у віці 18—64 років, 8,8 % — особи у віці 65 років та старші. Медіана віку мешканця становила 29,1 року. На 100 осіб жіночої статі у переписній місцевості припадало 99,2 чоловіків;  на 100 жінок у віці від 18 років та старших — 96,7 чоловіків також старших 18 років.
Середній дохід на одне домашнє господарство  становив 43 079 доларів США (медіана — 33 194), а середній дохід на одну сім'ю — 45 175 доларів (медіана — 35 703). Медіана доходів становила 27 917 доларів для чоловіків та 22 865 доларів для жінок. За межею бідності перебувало 39,6 % осіб, у тому числі 39,9 % дітей у віці до 18 років та 38,3 % осіб у віці 65 років та старших.
Цивільне працевлаштоване населення становило 728 осіб. Основні галузі зайнятості: освіта, охорона здоров'я та соціальна допомога — 29,5 %, роздрібна торгівля — 18,0 %, публічна адміністрація — 10,9 %, виробництво — 9,9 %.